# Lucapa flygplats
Lucapa Airport är en flygplats i Angola.   Den ligger i provinsen Lunda Norte, i den nordöstra delen av landet, 800 kilometer öster om huvudstaden Luanda. Lucapa Airport ligger 919 meter över havet.
Terrängen runt Lucapa Airport är lite kuperad. Närmaste större samhälle är Lucapa, 2,9 kilometer nordost om Lucapa Airport.
I omgivningarna runt Lucapa Airport växer huvudsakligen savannskog. Runt Lucapa Airport är det mycket glesbefolkat, med 4 invånare per kvadratkilometer.